# Viktor Serebryanikov
Viktor Petrovych Serebryanikov - em russo, Виктор Петрович Серебряников e, em ucraniano Віктор Петрович Серебряников (Zaporizhia, 29 de março de 1940 – Kiev, 12 de novembro de 2014) - foi um futebolista e técnico de futebol ucraniano.

## Carreira
Durante sua carreira, Serebryanikov defendeu apenas dois times: o Metalurh Zaporizhya, onde iniciou sua carreira em 1958 (39 jogos e dez gols até 1959), e o Dínamo de Kiev, que o contratou no ano seguinte e onde viveu sua melhor fase, tendo levado sete títulos (duas Copas da URSS e 5 Campeonatos Soviéticos).
Pendurou as chuteiras com apenas 31 anos, em 1971. Após sua aposentadoria, treinou Frunzenets Sumy e Nyva Pidhaitsi, sem muito sucesso. Não trabalharia em outra equipe após 1978.
Faleceu em 12 de novembro de 2014, aos 74 anos de idade, em Kiev.

## Seleção
Serebryanikov fez 21 jogos pela Seleção Soviética de Futebol entre 1964 e 1970, marcando 2 gols. Tendo feito sua estreia em um amistoso contra a Áustria, participou das Copas de 1962 (não entrou em campo), 1966 e 1970. Nesta última, foi responsável por ter sido o primeiro jogador a ser substituído na história das Copas, ao dar lugar a Anatoliy Puzach no jogo contra o México.